# Ludvig Offenberg
Ludvig Johan Offenberg (31. července 1863, Aarhus – 26. listopadu 1904, Frederiksberg) byl dánský portrétní fotograf, který byl ve druhé polovině 19. století hojně svými zákazníky využíván v hlavním městě.

## Životopis
Offenberg převzal úspěšný ateliér Budtze Müllera v Bredgade po jeho smrti v roce 1884 a několik let jej poté vedl pod Müllerovým jménem. Později si založil vlastním jménem ateliér na adrese Gammel Kongevej 128 ve Frederiksbergu a později na Falkonér Allé 57, který pokračoval ještě několik let po jeho smrti v roce 1904.

## Galerie

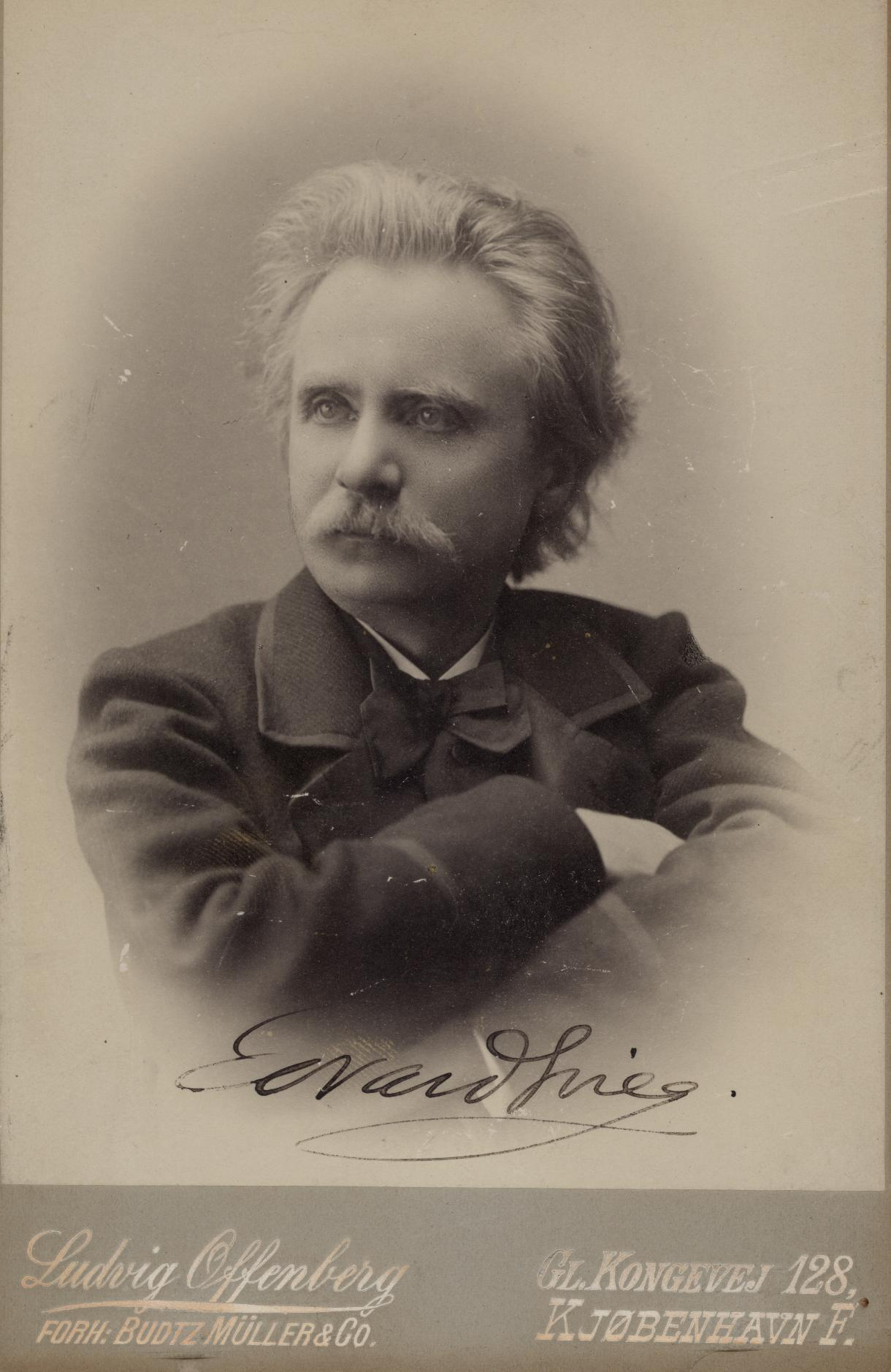
Edvard Grieg
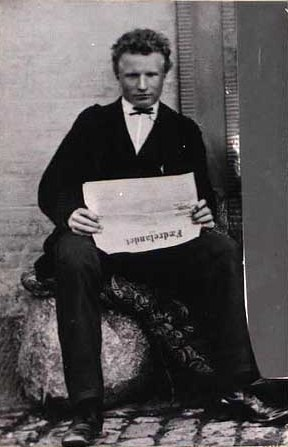
Frederik Ferdinand Falkenstjerne
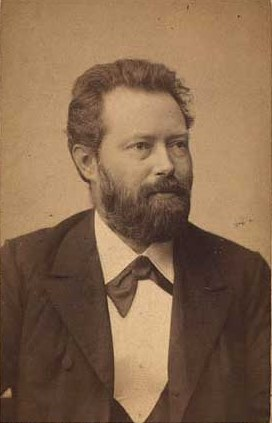
Harald Holm (1848-1903)
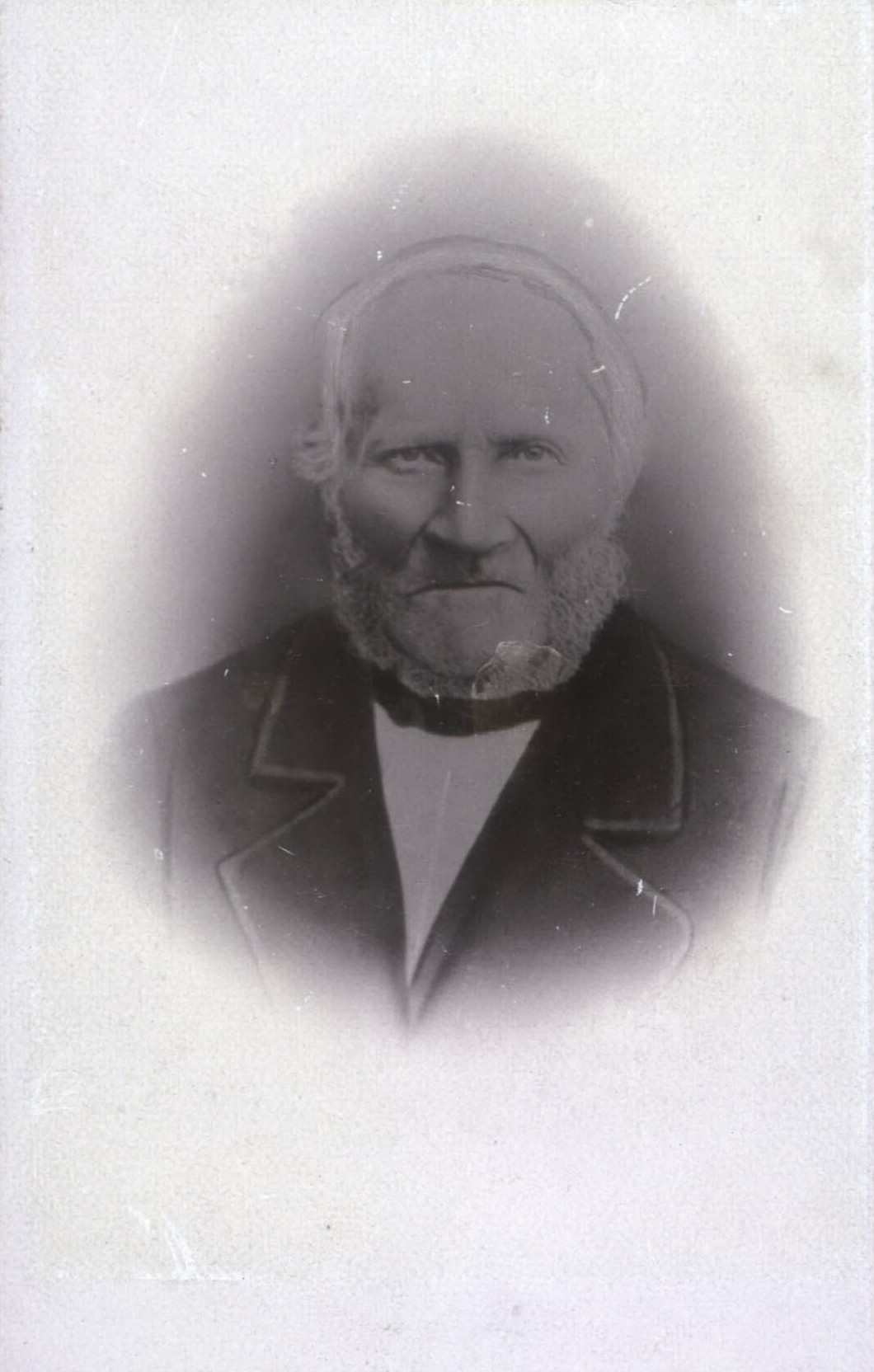
Lars Hansen (1803-1895)
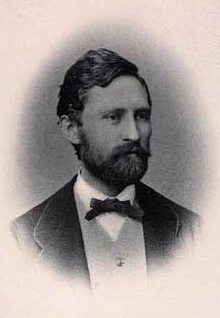
Sophus Birket-Smith